# II. Frigyes brandenburgi választófejedelem
II. (Vas) Frigyes (Tangermünde, 1413. november 19. – Neustadt an der Aisch, 1471. február 10.) brandenburgi választófejedelem 1440-től 1470-ig.

## Élete
I. Frigyes választó gyermekeként született, és egy lengyel hercegnő jegyesként 1421-től mint a Lengyel Királyság kiszemelt trónörököse Lengyelországban nevelkedett. Jegyesének halála után 1431-ben visszatért a Brandenburgi Választófejedelemségbe, és édesapja halála után 1440-ben megörökölte a választófejedelemséget. Megtörte a városok (elsősorban Berlin-Kölln ikervárosok) önállóságát 1448-ban, 1455-ben pedig pénzen megvásárolta Cottbust, Neumarkot és a Peitzet. 
1468-ban – a helyi hercegi család kihalása után – sikertelen kísérletet tett Pomeránia és Stettin megszerzésére. Egyetlen fiának elhunyta után 1470-ben öccsének, III. Albert Achillesnek engedte át Brandeburgot, ő maga pedig a Plassenburgba vonult vissza. Itt is hunyt el a következő év elején.

## Lásd még
- Poroszország és Brandenburg uralkodóinak listája

| Előző uralkodó: I. Frigyes | Brandenburg választófejedelme 1440 – 1470 Hohenzollern | Következő uralkodó: III. Albert |